# トロンプ級フリゲート
トロンプ級フリゲート（トロンプきゅうフリゲート、オランダ語: fregat van de Trompklasse、英: Tromp-class frigate）は、オランダ海軍が運用していたフリゲートの艦級。実質的にはミサイル駆逐艦とされている。

## 来歴
1966年、オランダ海軍は、艦隊旗艦の任にあたっていたデ・ロイテル級巡洋艦の後継として、2隻の誘導ミサイル・フリゲート（Geleide Wapenfregatten）の建造を計画した。この計画に基づいて整備されたのが本級であり、1971年よりロイヤル・シェルデ造船所において建造に着手した。

## 設計
L/B比9.3と比較的幅広の船型を採用しており、またフィンスタビライザーも備えている。これにより、非常に優れた航洋性を実現した。船体および艦橋構造物は鋼製であるが、後部上部構造物はアルミニウム合金製とされた。
主機関としては、当初は蒸気タービン主機の搭載が予定されていたが、運用人員削減の要請から、同国海軍で初めてガスタービンエンジンを搭載することになった。その主機構成は、西側諸国初のオール・ガスタービン推進戦闘艦であるイギリス海軍の21型フリゲートのものを踏襲して、巡航用のロールス・ロイス タインRM1Cと高速用のロールス・ロイス オリンパスTM3Bを組み合わせたCOGOG方式とされた。推進器は5翔式の可変ピッチプロペラである。また電源は、450ボルト、60ヘルツの三相交流であり、SMIT/パクスマン・バレンタRP-200 12気筒ディーゼルエンジンによって駆動される出力1,000 kWの発電機を4基（うち2基のみで戦闘配置に充分な出力を確保可能）搭載した。機関部はパラレル配置による3区画構成とされており、第1機械室にオリンパス2基、発電機2基と補助ボイラー、第2機械室にタイン2基、発電機室に発電機2基を設置している。

## 装備
防空艦として最重要のセンサーとなる3次元レーダーとしては、国産のSPS-01を艦橋構造物上に設置した。これはSバンドの多機能レーダーで、パラボロイド・アンテナ2基と周波数走査アンテナ2基がそれぞれ背中合わせに配置されたほか、敵味方識別装置のアンテナ1基と、計5基のアンテナを用いた独特な構成を採用している。
。1980年にはSPS-01に大型のプラスチック製レドームが設置され、コジャックの愛称で呼ばれた。またSEWACO I戦術情報処理装置も、アメリカの海軍戦術情報システム（NTDS）に準拠してはいるが、基本的には国産とされている。1984年から1985年にかけての改修でリンク 11の運用能力が付与されたほか、1988年から1989年の改修で、「トロンプ」にはSCOT衛星通信装置が搭載された。
防空武器システムとしては、当初はイギリス製のシーダートが検討されていたが、最終的にはアメリカ製のターター・システムが選定された。また個艦防空用としてシースパローIBPDMSも搭載された。ただしシースパローIBPDMS用の射撃指揮システムとしては、国産のWM-25が用いられている。主砲としては、退役するホラント級駆逐艦「ヘルダーラント」より転用されたボフォース社製120mm連装砲を改修の上で搭載している。また後にゴールキーパー 30mmCIWSも搭載されたほか、デコイ発射機も、イギリス製のコーバスからアメリカ製のMk 36 SRBOCに換装された。

## 配備
1974年度の艦隊整備計画では、本級2隻によって、3個の対潜任務群のうち2個の旗艦に充当することとされていた。
| #    | 艦名                         | 造船所             | 起工       | 就役       | 退役       |
| ---- | ---------------------------- | ------------------ | ---------- | ---------- | ---------- |
| F801 | トロンプ HNLMS Tromp         | ロイヤル・シェルデ | 1971年8月  | 1975年10月 | 1999年11月 |
| F806 | デ・ロイテル HNLMS De Ruyter | ロイヤル・シェルデ | 1971年12月 | 1976年6月  | 2001年10月 |